# عباس شرفی
عباس شرفی (زادهٔ ۹ بهمن ۱۳۸۱) بازیکن فوتبال اهل ایران است که در پست هافبک میانی برای باشگاه فوتبال نیروی زمینی تهران در لیگ آزادگان بازی میکند.

## سابقه باشگاهی

### سال‌های آغازین
عباس شرفی فوتبال خود را از تیم های پایه باشگاه فوتبال فولاد خوزستان آغاز کرد، و در سال ۲۰۲۱ به باشگاه فوتبال پیکان پیوست.

### گل گهر
عباس شرفی با عقد قراردادی یکساله به گلگهر پیوست و در لیگ برتر ۰۳–۱۴۰۲ برای این تیم به میدان رفت، وی برای اولین بار در هفته هجدهم لیگ برتر ۰۳–۱۴۰۲ در مقابل نساجی به میدان رفت و جایگزین احمدرضا زنده‌روح شد.

### استقلال
وی در تاریخ  ۲۰ مرداد ۱۴۰۳، با عقد قراردادی سه ساله به استقلال پیوست. اما با وجود شرکت در تمرینات وی مشمول خدمت سربازی شد و کارت بازی وی صادر نشد و در اواسط فصل با استقلال خداحافظی کرد تا در نیم فصل برای پشت سر گزاشتن خدمت سربازی به یک تیم نظامی بپیوندد

### نیروی زمینی
وی برای گذراندن خدمت سربازی در حالی که در ۲۶ دی ۱۴۰۳ به باشگاه فوتبال فجر سپاسی پیوسته بود در تاریخ ۱۴ بهمن ۱۴۰۳ به باشگاه فوتبال نیروی زمینی تهران پیوست.